# تلميح (حاسوب)

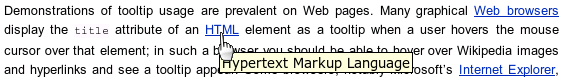
تظهر الصورة تلميح ظاهر عند وضع المؤشر على الرابط التشعبي (HTML)

التلميح هو واحد من العناصر الشائعة في برامج الحاسوب ذات واجهات المُستخدم الرسوميَّة. تستخدم عادة مع المؤشر. يمرر المُستخدم المؤشر فوق أحد العناصر، دون أن ينقر عليه، فيمكن للتلميح عندها أن يظهر على شكل مربع يحتوي على معلومات متعلقة بالعنصر ومن ثم يختفي.